# St. Lorenz (Albertshofen)

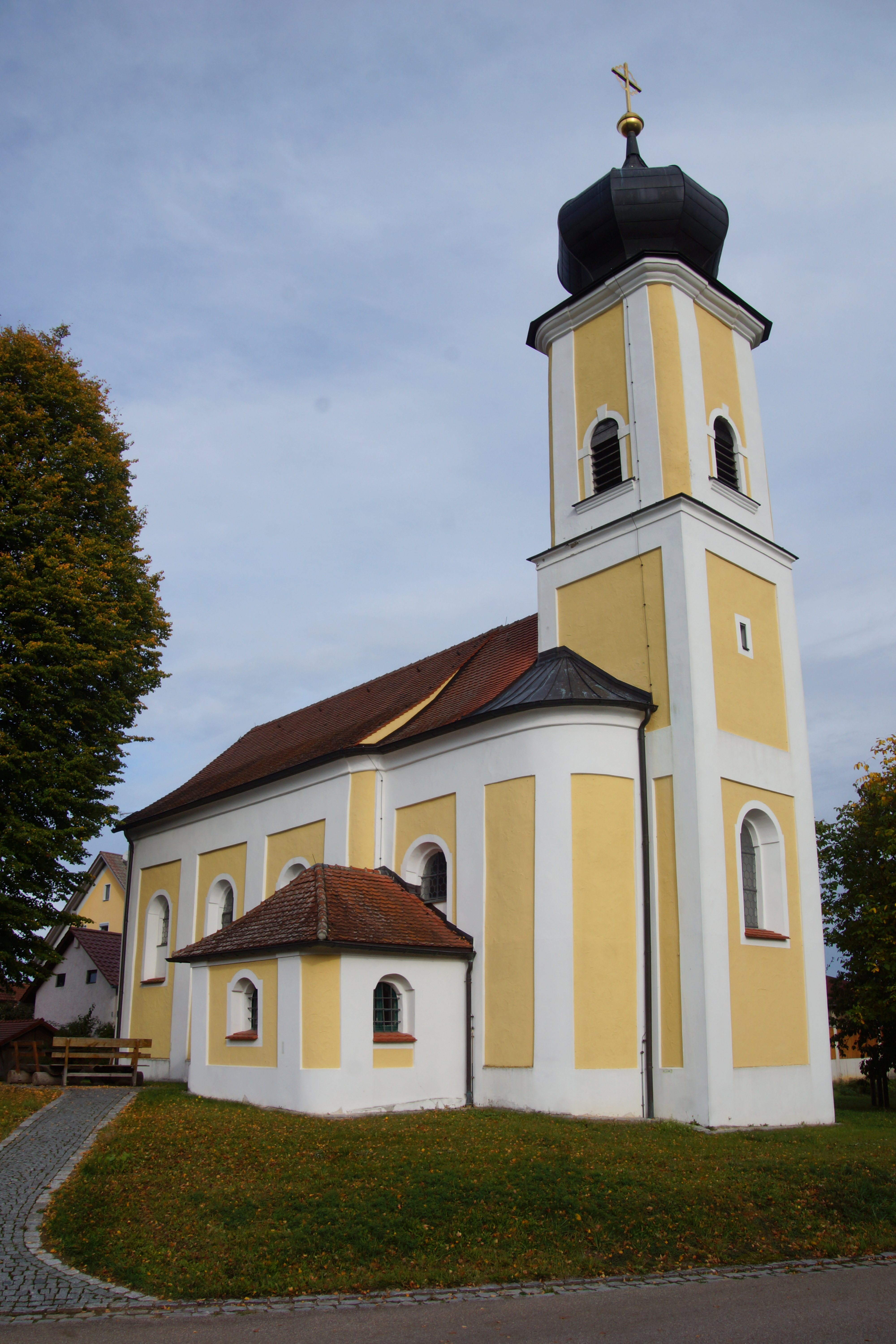
St. Lorenz (Albertshofen)

Die römisch-katholische, denkmalgeschützte Filialkirche St. Lorenz steht in Albertshofen, einem Kirchdorf der Stadt Hemau im Landkreis Regensburg von Bayern. Die Kirche gehört zum Bistum Regensburg. Das Bauwerk ist unter der Denkmalnummer D-3-75-148-37 als Baudenkmal in die Bayerische Denkmalliste eingetragen.

## Beschreibung
Die Saalkirche wurde 1763 anstelle eines bis in das 11. Jahrhundert zurückreichenden Vorgängerbaus erbaut. Sie besteht aus einem Langhaus und einem eingezogenen Chor im Osten, in den der mit einer Zwiebelhaube bedeckte Chorturm eingestellt ist. Die Außenwände sind durch Blenden gegliedert, zwischen denen sich mehrfach Bogenfenster befinden. Die Ecken am Langhaus, am Chor und am obersten Geschoss des Chorturms, das hinter den Klangarkaden den Glockenstuhl beherbergt, sind abgerundet. An der Südwand des Chors ist die Sakristei angebaut. Zur Kirchenausstattung gehören ein Hochaltar und eine Kanzel, die um 1765 gebaut wurden.